# Trons Segrar
Trons Segrar (TS), Upplysnings- och missionstidning, var titeln på Helgelseförbundets (HF) tidskrift från 1890 till 1993.
Bland utgivarna av Trons Segrar märks C J A Kihlstedt, föreståndare för Götabro missionsskola.
1992 slogs TS samman med Upplysningens Vän (UV), organ för Fribaptistsamfundet (FB), och bar båda titlarna (förkortat TS/UV). Från 1993 gick TS/UV upp i Veckomagasinet Petrus, som 1999 blev en veckobilaga till Nya Dagen.